# 芒特艾里 (喬治亞州)
芒特艾里（英語：Mount Airy）是一個位於美國喬治亞州哈伯沙姆縣的城鎮。

## 地理
芒特艾里的座標為34°31′03″N 83°30′22″W / 34.51750°N 83.50611°W，而該地的平均海拔高度為471米（即1545英尺）。

## 人口
根據2010年美國人口普查的數據，芒特艾里的面積為6.70平方千米，當中陸地面積為6.68平方千米，而水域面積為0.02平方千米。當地共有人口1284人，而人口密度為每平方千米192人。